# Wykosy
Wykosy (niem. Ficksradung) – nieistniejąca miejscowość w Polsce położona w województwie zachodniopomorskim, w powiecie stargardzkim, w gminie Stargard, 14 km na północny zachód od Stargardu.
W latach 1975–1998 miejscowość administracyjnie należała do województwa szczecińskiego. Wchodziła w skład sołectwa Sowno.
Na początku XX w. była to farma lub dwór należący do Sowna.